# Eddie Murphy
Edward Regan Murphy, conocido artísticamente como Eddie Murphy (Brooklyn, Nueva York, 3 de abril de 1961), es un actor, director de cine, comediante y cantante estadounidense. Fue miembro del reparto habitual en Saturday Night Live de 1980 a 1984. Ha trabajado como comediante de stand-up y ocupó el puesto número 10 en la lista de Comedy Central de los 100 mejores stand-ups de todos los tiempos. En películas, Murphy ha recibido nominaciones al Globo de Oro por sus actuaciones en 48 Hrs., la serie Beverly Hills Cop, Trading Places y The Nutty Professor. En 2007, ganó el Globo de Oro al Mejor Actor de Reparto y recibió una nominación al Premio de la Academia al Mejor Actor de Reparto por su interpretación del cantante de soul James "Thunder" Early en Dreamgirls.
El trabajo de Murphy como actor de voz en películas incluye Thurgood Stubbs en The PJs, Donkey en la serie de películas Shrek de DreamWorks Animation y el dragón chino Mushu en Mulan de Disney. En algunas películas, desempeña múltiples roles además de su personaje principal, destinado a rendir homenaje a uno de sus ídolos Peter Sellers, quien interpretó múltiples papeles en Dr. Strangelove y otras películas. Ha interpretado múltiples papeles en Coming to America, Un vampiro suelto en Brooklyn de Wes Craven, las películas de Nutty Professor (donde interpretó el papel principal en dos personas, además del padre, hermano, madre y abuela de su personaje), Bowfinger, The Adventures of Pluto Nash, Norbit y Meet Dave. A 2014, las películas de Murphy han recaudado más de 3800 millones de USD en la taquilla de Estados Unidos y Canadá y 6600 millones de USD en todo el mundo. En 2015, sus películas lo convirtieron en el sexto actor con mayor recaudación en los Estados Unidos.
En 2015, Murphy recibió el Premio Mark Twain de Humor Americano del Centro John F. Kennedy para las Artes Escénicas.

## Infancia y adolescencia
Murphy nació en Brooklyn, Nueva York, y se crio en el vecindario Bushwick de la ciudad. Su madre, Lillian (Laney), era telefonista y su padre, Charles Edward Murphy (1940-1969), era policía de tránsito, actor y comediante aficionado.
Su padre fue asesinado en 1969 cuando Murphy tenía ocho años.
A esa misma edad la madre de Murphy enfermó, por lo que tanto él como su hermano mayor Charlie vivieron en hogares de acogida durante un año. En entrevistas, Murphy ha confesado que ese tiempo en cuidado de crianza fue influyente para desarrollar su sentido del humor. Más tarde, él y su hermano serían criados en Roosevelt (Nueva York) por su madre y su padrastro Vernon Lynch, un capataz de una planta de helados.
Pertenece a: Convención Bautista del Sur.

## Carrera

### Comedia en monólogos
Cuando Murphy tenía 15 años, escuchó el álbum de comedia de Richard Pryor That Nigger's Crazy, que inspiró su decisión de convertirse en comediante. Cuando era niño, Murphy se desarrolló imitando a varios personajes en alusión a su héroe Peter Sellers. Otras influencias en su infancia incluyeron a Bill Cosby, Redd Foxx y Robin Williams. El 9 de julio de 1976, la fecha con la que Murphy marca el comienzo de su carrera, actuó en un espectáculo de talentos en el Roosevelt Youth Center, personificando al cantante Al Green mientras tocaba la canción de Green "Let's Stay Together". Esto lo llevó a trabajar en otros clubes a poca distancia, y luego en trabajos nocturnos en lugares que le obligaban a viajar en tren. Para hacer esto, secretamente se saltó la escuela, y después de que su madre descubrió esto al final de su último año, se le pidió que asistiera a la escuela de verano.
Los inicios de la comedia de Murphy se caracterizó por abundantes blasfemias y skecths que ridiculizaban a un grupo diverso de personas (incluidos los protestantes anglosajones blancos (WASP), afroestadounidenses, italoestadounidenses, personas con sobrepeso y personas homosexuales). Murphy lanzó dos especiales de comedia. Eddie Murphy fue su primer álbum, lanzado en 1982. Delirious se filmó en 1983 en Washington D. C. Debido a la popularidad de Delirious, su película en concierto Eddie Murphy Raw (1987) recibió un amplio estreno teatral, recaudando 50 millones; La película fue filmada en la sección Felt Forum del Madison Square Garden en la ciudad de Nueva York.
Los comediantes que citan a Murphy como influencia son Russell Brand, Dave Chappelle, y Chris Rock.

### Carrera de actor en los 80

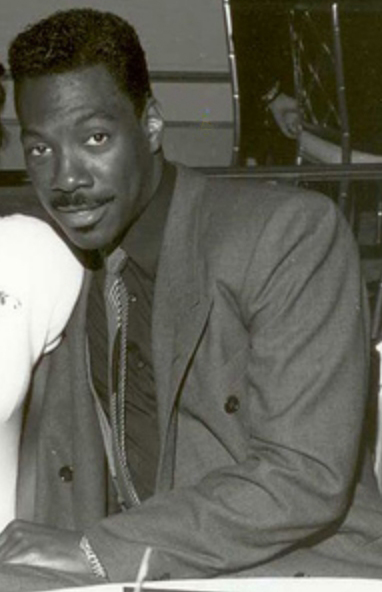
Murphy en 1988

Murphy se ganó la atención nacional como miembro del reparto en Saturday Night Live (SNL) y se le atribuyó la gloria de revitalizar el programa a principios de la década de 1980. Sus personajes notables incluyeron una versión adulta del personaje de Little Rascals Buckwheat ; un presentador de espectáculos infantiles callejero llamado Mr. Robinson (una parodia de Fred Rogers, que lo encontró divertido); y un Gumby cínico y malhumorado cuyo eslogan característico se convirtió en un eslogan de SNL: "¡Soy Gumby, maldita sea!"
El personaje de Buckwheat fue retirado de manera espectacular, asesinado en cámara frente al 30 Rockefeller Plaza, a petición de Murphy, después de que se hartara de las constantes demandas de los fanes de "¡Haz de Buckwheat! ¡Haz de Buckwheat!"  En la evaluación realizada por Rolling Stone en febrero de 2015 de los 141 miembros del elenco de SNL hasta la fecha, Murphy ocupó el segundo lugar (detrás de John Belushi). "Es habitual (y exacto) decir que Eddie Murphy es la única razón por la que SNL sobrevivió al desierto de cinco años sin Lorne Michaels", señalaron.
En 1982, hizo su debut en la gran pantalla en la película 48 Hrs. con Nick Nolte 48 Hrs. resultó ser un éxito cuando se lanzó en la temporada navideña de 1982. Estaba previsto que Nolte presentara el episodio navideño de Saturday Night Live el 11 de diciembre de 1982, pero se enfermó demasiado como para presentarlo, por lo que Murphy se hizo cargo. Se convirtió en el único miembro del reparto en ser presentador mientras aún era un colaborador habitual. Murphy abrió el programa con la frase: "En vivo desde Nueva York, ¡es el show de Eddie Murphy!"
Al año siguiente, Murphy protagonizó Trading Places con su exalumno de SNL Dan Aykroyd. La película marcó la primera de las colaboraciones de Murphy con el director John Landis (quien también dirigió a Murphy en Coming to America y Beverly Hills Cop III) y demostró ser un éxito de taquilla aún mayor que 48 horas.
En 1984, Murphy apareció en Best Defense, coprotagonizada por Dudley Moore. Murphy, quien fue acreditado como una "Estrella Invitada Estratégica", fue agregado a la película después de que se completó una versión original, pero se probó con el público y salió mal. Best Defense fue una gran decepción financiera y crítica. Cuando fue presentador de SNL, Murphy se unió al coro de los que criticaron a Best Defense, calificándola como "la peor película en la historia de todo". Aykroyd originalmente escribió el personaje de Winston Zeddemore en Ghostbusters específicamente para Murphy, pero este no pudo comprometerse en aquel momento debido al horario de rodaje de Beverly Hills Cop El papel finalmente fue para Ernie Hudson.
Más tarde, en 1984, Murphy protagonizó la exitosa película de comedia de acción Beverly Hills Cop. La película fue el primer papel principal de Murphy en solitario. Beverly Hills Cop recaudó más de 230 millones de USD en la taquilla de los Estados Unidos convirtiéndose en la película más taquillera estrenada en 1984, la comedia más taquillera de todos los tiempos y la película clasificada "R" más taquillera de todos los tiempos y a mayo de 2019 ocupaba el puesto 46 en la lista de recaudadores de taquilla de todos los tiempos de EE. UU. después de ajustarla por inflación (tercer más alto entre las películas con calificación "R").
A Murphy también se le ofreció un papel en Star Trek IV: The Voyage Home de 1986, un papel que, después de ser reescrito en gran medida desde el alivio cómico hasta el interés amoroso, finalmente fue para la futura estrella de 7th Heaven, Catherine Hicks . En este punto el contrato casi exclusivo de Murphy con Paramount Pictures rivalizaba con Star Trek como la franquicia más lucrativa de Paramount.
En 1986, Murphy protagonizó la comedia sobrenatural, The Golden Child.  Aunque The Golden Child tuvo una buena recaudación en taquilla, la película no fue tan aclamada por la crítica como 48 Hrs., Trading Places y Beverly Hills Cop. The Golden Child se consideró un cambio de ritmo para Murphy debido a la configuración sobrenatural en comparación con las configuraciones más "inteligentes de la calle" de los esfuerzos anteriores de Murphy. Un año más tarde, Murphy repitió su papel de Axel Foley en Beverly Hills Cop II dirigida por Tony Scott. Fue un éxito de taquilla, recaudando casi 300 millones de USD en todo el mundo.

### Carrera en la década de los 90
Desde 1989 hasta principios de la década de 1990, los resultados de taquilla y las críticas fueron buenas para las películas de Murphy, pero en 1992 ambos declinaron, los críticos de cine le dieron mala nota por Beverly Hills Cop III (1994), una película que Murphy finalmente denunciaría durante una aparición en Inside the Actors Studio, aunque encontró éxito de taquilla con Boomerang y Another 48 Hrs. Harlem Nights presentó a Murphy, que anteriormente solo se conocía como intérprete, como director, productor, estrella y coguionista, con su hermano, Charlie Murphy, así como papeles secundarios para los ídolos cómicos de Murphy, Redd Foxx y Richard Pryor.
Durante este período, Murphy fue criticado por el cineasta Spike Lee por no usar su éxito en el mundo del espectáculo para ayudar a los actores negros a entrar en el cine, pero a medida que la prominencia de Murphy creció, sus películas (especialmente las que produjo) a menudo se poblaron con un elenco predominantemente negro. (Coming to America, Harlem Nights, Boomerang, Vampire in Brooklyn, Life). Muchos actores negros que luego obtendrían un reconocimiento más amplio hicieron apariciones en películas de Murphy, como Damon Wayans en Beverly Hills Cop, Halle Berry y Martin Lawrence en Boomerang, Samuel L. Jackson y Cuba Gooding Jr. en Coming to America, Dave Chappelle en The Nutty Professor y Chris Rock en Beverly Hills Cop II. Al nombrar a The Nutty Professor su comedia favorita, Chris Rock considera que la actuación de Murphy en la película fue tan genial que "le habían robado un Oscar", y agregó que sus diversas actuaciones fueron "Peter Sellers-esque".
Aunque Murphy ha tenido éxito comercial desde Saturday Night Live, no participó en la realización del libro retrospectivo Live from New York: An Uncensored History of Saturday Night Live de Tom Shales y James Andrew Miller (2002), y nunca asistió a reuniones de reparto o especiales de aniversario hasta su aparición en el especial de 40 aniversario de SNL. Los resultados de la taquilla de Murphy comenzaron a recuperarse en 1996, gracias a The Nutty Professor.

### 1998 al presente
Murphy siguió con una serie de películas familiares muy exitosas como Mulan, Dr. Dolittle y su secuela, la franquicia Shrek, Daddy Day Care y The Haunted Mansion, junto con Nutty Professor II: The Klumps. Sin embargo, la mayoría de sus películas destinadas a un público más adulto tuvieron un rendimiento moderado; Metro, I Spy y Showtime recaudaron menos de 40 millones de USD a nivel nacional, Holy Man recaudó menos, recaudando menos de 13 millones de USD, y The Adventures of Pluto Nash está registrada como uno de los mayores fracasos a nivel financiero de todos los tiempos, recaudando solo 7   millones de USD en todo el mundo con un presupuesto de 110 millones de USD. Una notable excepción a esta serie de películas de temática adulta mal recibidas fue la comedia Bowfinger de Frank Oz, también protagonizada por Steve Martin. La película obtuvo críticas generalmente positivas y recaudó 98 millones de USD en taquilla.
En 2006, protagonizó la versión cinematográfica del musical de Broadway Dreamgirls como el cantante de soul James "Thunder" Early. Murphy ganó un Globo de Oro al Mejor Actor de Reparto, así como un Premio del Gremio de Actores de Pantalla y un Premio de la Asociación de Críticos de Cine de Difusión en esa categoría. Varias reseñas de la película destacaron la actuación de Murphy mientras recibía algunos comentarios previos a los Premios de la Academia.
Murphy fue nominado para un Premio de la Academia al Mejor Actor de Reparto el 23 de enero de 2007, pero perdió ante Alan Arkin por su actuación en Little Miss Sunshine. Puede que una de las razones por las que Murphy perdió el Premio de la Academia fuesen las críticas negativas de su siguiente película, Norbit, lanzada a principios de febrero de 2007. Como resultado, Murphy notoriamente salió de la 79a edición de los Premios de la Academia tan pronto como Arkin fue anunciado como el ganador.
Dreamgirls fue la primera película distribuida por Paramount Pictures como Murphy de protagonista (que una vez tuvo un contrato exclusivo con el estudio) desde Vampire en Brooklyn en 1995.
En 2007, Murphy fue invitado a unirse a la Academia de Artes y Ciencias Cinematográficas. Como resultado de la adquisición de DreamWorks por Viacom, Paramount distribuyó sus otros lanzamientos de 2007: Norbit y Shrek the Third. Protagonizó la película de 2008 Meet Dave y la película de 2009 Imagine That para Paramount Pictures.
Murphy coprotagonizó Tower Heist, dirigida por Brett Ratner. Murphy interpretó a un ladrón que se une a un grupo de hombres trabajadores que descubren que han sido víctimas del esquema Ponzi de un rico hombre de negocios y conspiran para robar su residencia de gran altura. Ben Stiller, Matthew Broderick y Casey Affleck también protagonizaron la película, lanzada el 4 de noviembre de 2011. Se informó en 2011 que Murphy sería el presentador de los 84.º Premios de la Academia en 2012. Sin embargo, dejó el cargo de presentador el 9 de noviembre de 2011, a raíz del escándalo de Brett Ratner.
El 6 de diciembre de 2013, se anunció que Murphy protagonizaría la cuarta película de la serie Beverly Hills Cop. Brett Ratner dirigirá la película, se confirma que Jerry Bruckheimer producirá la película, y Josh Appelbaum y Andre Nemec escribirán. En una entrevista de junio de 2014, Murphy discutió la trama de la película afirmando que tendría lugar en Detroit y que en realidad filmarían en Detroit con un ingreso estimado de 56,6 millones de USD al estado de Míchigan. El 14 de junio de 2016, se confirmó que Murphy aún estaba listo para repetir su papel de Axel Foley en una cuarta película de la franquicia de Beverly Hills Cop.
El 8 de marzo de 2014, se anunció que Murphy se uniría con la coestrella de Boomerang, Halle Berry, en una nueva película titulada Miles and Me. La película también iba a protagonizar Laurence Fishburne y comenzaría la preproducción en 2014 de Paramount Pictures. No se divulgó ninguna otra palabra sobre quién más estaba vinculado.
El 15 de marzo de 2015, se anunció que Murphy interpretará al padre del comediante Richard Pryor, LeRoy Pryor, en la próxima película biográfica dirigida por Lee Daniels con Mike Epps interpretando a Pryor.
Murphy coprotagonizó con la actriz Britt Robertson en el drama Mr. Church.

### Carrera de cantante
Murphy también es cantante, ya que con frecuencia ha proporcionado voces de fondo para canciones lanzadas por The Bus Boys ; la canción "(The Boys Are) Back in Town" apareció en 48 Hrs. y el especial de comedia de Murphy, Eddie Murphy Delirious. Como artista en solitario, Murphy tuvo dos sencillos exitosos, "Party All the Time" (que fue producido por Rick James ) y "Put Your Mouth on Me" durante la segunda mitad de la década de 1980. Había comenzado a cantar antes en su carrera, con las canciones "Boogie in Your Butt" y "Enough Is Enough", esta última es una parodia de la canción de 1979 de Barbra Streisand y Donna Summer, "No More Tears" (ambas aparecen en su álbum de comedia homónimo de 1982).
"Party All the Time" apareció en el álbum debut de Murphy en 1985 How could it be, que incluyó un éxito secundario de R&B en la canción principal, un dueto con el vocalista Crystal Blake. Esta canción fue escrita por Rusty Hamilton y producida por el primo de Stevie Wonder, Aquil Fudge, después de una breve pelea con Rick James. En 2004, VH-1 y Blender votaron s "Party All the Time" número siete entre las "50 peores canciones de todos los tiempos". Sharam usó una muestra de la canción para el éxito número 8 del Reino Unido "PATT (Party All The Time)" en 2006. "Put Your Mouth on Me" apareció en el álbum de seguimiento de Murphy de 1989, So Happy.
Murphy grabó el álbum Love's Alright a principios de la década de 1990. Actuó en un video musical del sencillo "Whatzupwitu", con Michael Jackson. Grabó un dúo con Shabba Ranks llamado "I Was a King". En 1992, Murphy apareció en "Remember the Time" de Michael Jackson junto a Magic Johnson e Iman.
Aunque sin acreditar, Murphy proporcionó trabajo vocal en el sencillo de comedia de Joe Piscopo, compañero de reparto de SNL, "The Honeymooners Rap". Piscopo se hizo pasar por Jackie Gleason en el sencillo, mientras que Murphy imitó a Art Carney.
En El príncipe de Zamunda (Un príncipe en Nueva York en Hispanoamérica), imitó a Jackie Wilson cuando cantó "To Be Loved", pero debido a que el personaje que interpretaba tenía un fuerte acento, tuvo que cantarlo en el personaje. En años posteriores, Murphy interpretó varias canciones en la franquicia cinematográfica de Shrek. En la primera película, realizó una versión de "I'm a Believer" en la escena final de la película; en Shrek 2 interpretó el éxito de Ricky Martin "Livin 'La Vida Loca" junto con su coprotagonista Antonio Banderas; Murphy interpretó "Thank You (Falletin Me Be Mice Elf Again)" para Shrek the Third, una vez más con Banderas.
En 2013 lanzó su primer sencillo en años titulado "Red Light", una canción de reggae con Snoop Dogg. También está trabajando en un nuevo álbum titulado 9.

## Vida personal

### Familia
En 2008, Murphy compró una propiedad en Long Island, Nueva York.

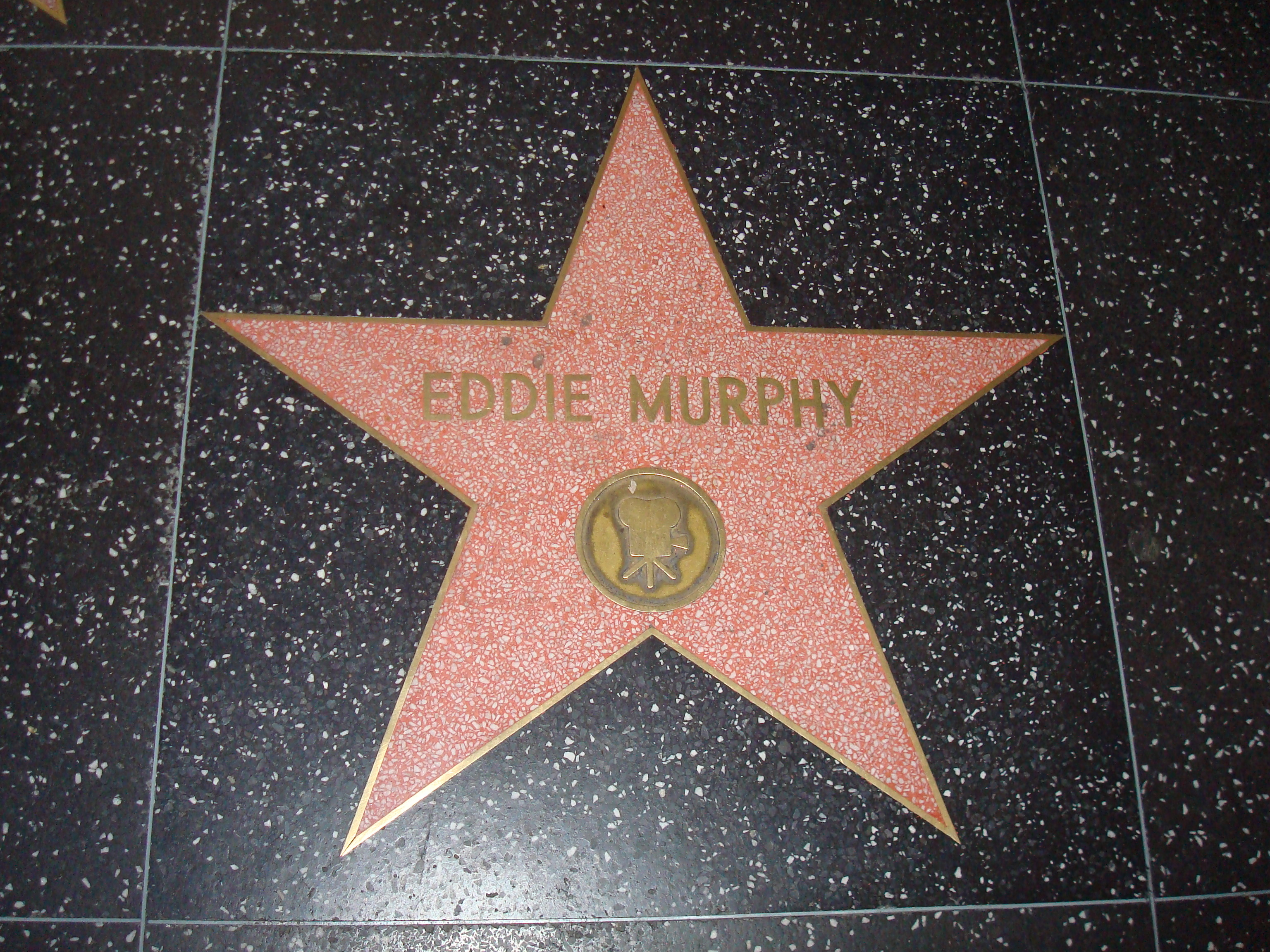
La estrella de Eddie Murphy en el Paseo de la Fama de Hollywood

Murphy tiene un hijo, Eric (nacido alrededor de 1989), con su novia Paulette McNeely, y un hijo, Christian (nacido alrededor de 1990) con su novia Tamara Hood.
Murphy comenzó una relación romántica de larga duración con Nicole Mitchell después de conocerla en 1988 en un show de NAACP Image Awards. Vivieron juntos durante casi dos años antes de casarse en el Grand Ballroom del Hotel Plaza en la ciudad de Nueva York el 18 de marzo de 1993. Murphy y Mitchell tuvieron cinco hijos juntos: Bria, Myles, Shayne, Zola y Bella. En agosto de 2005, Mitchell solicitó el divorcio, citando "diferencias irreconciliables". El divorcio finalizó el 17 de abril de 2006.
Tras divorciarse de Mitchell, en 2006, Murphy comenzó a salir con la Spice Girl Melanie Brown, que quedó embarazada y declaró que el niño era de Murphy. Cuando se le preguntó sobre el embarazo en diciembre de 2006, por RTL Boulevard, Murphy le dijo al periodista neerlandés Matthijs Kleyn: "No sé de quién es ese hijo hasta que sale y se hace un análisis de sangre. No debe sacar conclusiones precipitadas, señor". Brown dio a luz a una niña, Angel Iris Murphy Brown, en el 46.º cumpleaños de Murphy, el 3 de abril de 2007. El 22 de junio de 2007, representantes de Brown anunciaron que una prueba de ADN había confirmado que Murphy era el padre. Brown había declarado en una entrevista que Murphy no había buscado una relación con Angel, aunque más tarde se informó en 2010 que Murphy la estaba conociendo.
Murphy intercambió votos matrimoniales con la productora de cine Tracey Edmonds, exesposa de Kenneth "Babyface" Edmonds, el 1 de enero de 2008, en una ceremonia privada en una isla frente a Bora Bora. El 16 de enero de 2008, la pareja emitió un comunicado diciendo: "Después de mucha consideración y discusión, hemos decidido conjuntamente que renunciaremos a una ceremonia legal, ya que no es necesario definir nuestra relación", y llamaron a la boda de Bora Bora una "unión simbólica". Los dos habían planeado celebrar una ceremonia legal a su regreso a Estados Unidos, pero no lo hicieron, y su boda nunca fue oficial.
Murphy comenzó a salir con la modelo Paige Butcher en 2012. Su hija nació en mayo de 2016. En agosto de 2018, la pareja anunció que esperaban otro hijo, un niño. La pareja se comprometió en septiembre de 2018. El hijo de la pareja nació en noviembre. El segundo nombre del niño rinde homenaje al fallecido hermano de Murphy, Charlie, quien murió de leucemia en 2017.

### Demanda judicial
En 1988, Art Buchwald demandó a Murphy y Paramount Pictures, alegando que habían usado ideas de un guion que había presentado a Paramount como base para la película de Murphy Coming to America. En 1992, Buchwald recibió 150,000 USD en un juicio sumario. El socio productor de Buchwald, Alan Bernheim, recibió 750,000 USD. Ambas partes describieron el resultado como una "victoria".

### Asuntos legales
El 2 de mayo de 1997, Murphy fue detenido por la policía después de haber sido observado recogiendo a una prostituta transgénero. La prostituta, Shalimar Seiuli, fue arrestada con una orden de arresto pendiente de prostitución. Murphy no fue arrestado ni acusado y afirmó que solo estaba llevando a Seiuli.

### Filantropía
Murphy ha donado dinero a la Fundación para el sida, así como organizaciones benéficas para el cáncer, la educación, las artes creativas, el apoyo familiar, la salud y las personas sin hogar. Ha donado al Martin Luther King, Jr. Center, y 100000 USD al fondo de ayuda para la huelga del Sindicato de Actores de Cine.

## Discografía
- How Could It Be (1985)
- So Happy (1989)
- Love's Alright (1993)

## Filmografía

### Como actor
| Año  | Título                                    | Personaje |
| ---- | ----------------------------------------- | --- |
| 1982 | 48 Hrs.                                   | Reggie Hammond |
| 1983 | Trading Places                            | Billy Ray Valentine |
| 1984 | Beverly Hills Cop                         | Axel Foley |
| 1984 | Best Defense                              | Teniente T.M. Landry |
| 1986 | The Golden Child                          | Chandler Jarrell |
| 1987 | Beverly Hills Cop II                      | Axel Foley |
| 1987 | El show de Eddie Murphy (TV)              | Él Mismo |
| 1988 | Coming to America                         | Príncipe Akeem Clarence Randy Watson Saul                                                                                                 |
| 1989 | Harlem Nights                             | Quick (Vernest Brown) |
| 1990 | 48 horas más                              | Reggie Hammond |
| 1992 | Boomerang                                 | Marcus Graham |
| 1992 | The Distinguished Gentleman               | Thomas Jefferson Johnson |
| 1994 | Beverly Hills Cop III                     | Axel Foley |
| 1995 | Un vampiro suelto en Brooklyn             | Maximiliano Preacher Pauly Guido |
| 1996 | El profesor chiflado                      | Profesor Sherman Klump Buddy Love Mama Anna Klump Abuela Klump Papa Cletus Klump Ernie Klump, Sr. Lance Perkins                           |
| 1997 | El negociador                             | Inspector Scott Roper |
| 1997 | Space Retro                               | Yoshi (voz) |
| 1997 | Pulp Yamakasi                             | Oscar Doris |
| 1998 | Mulan                                     | Mushu (voz) |
| 1998 | Dr. Dolittle                              | Dr. John Dolittle |
| 1998 | Holy Man                                  | G |
| 1999 | Condenados a fugarse                      | Rayford "Ray" Gibson |
| 1999 | Bowfinger                                 | Kit Ramsey Jeffernson 'Jiff' Ramsey |
| 2000 | El profesor chiflado II: La familia Klump | Profesor Sherman Klump Buddy Love Abuela Klump Mama Anna Klump Papa Cletus Klump Papa Cletus Klump (joven) Ernie Klump, Sr. Lance Perkins |
| 2001 | Shrek                                     | Donkey (voz) |
| 2001 | Dr. Dolittle 2                            | Dr. John Dolittle |
| 2002 | Showtime                                  | Oficial Trey Sellers |
| 2002 | The Adventures of Pluto Nash              | Pluto Nash / Rex Crater |
| 2002 | Soy espía                                 | Kelly Robinson |
| 2003 | Daddy Day Care                            | Charles "Charlie" Hinton |
| 2003 | The Haunted Mansion                       | Jim Evers |
| 2004 | Shrek 2                                   | Donkey (voz) |
| 2006 | Dreamgirls                                | James 'Thunder' Early |
| 2007 | Norbit                                    | Norbit Rice Rasputia Latimore-Rice Sr. Wong                                                                                               |
| 2007 | Shrek tercero                             | Donkey (voz) |
| 2008 | Meet Dave                                 | Dave Ming Chang Capitán de la Tripulación Dave                                                                                            |
| 2009 | Imagine That                              | Evan Danielson |
| 2010 | Shrek Forever After                       | Donkey (voz) |
| 2011 | Tower Heist                               | Darnell ("Slide") |
| 2012 | Mil palabras                              | Jack McCall |
| 2016 | Mr Church                                 | Henry Joseph Church |
| 2019 | Dolemite Is My Name                       | Rudy Ray Moore |
| 2021 | Coming 2 America                          | Príncipe Akeem Clarence Randy Watson Saul                                                                                                 |
| 2023 | You People                                | Akbar Mohammed |
| 2023 | Candy Cane Lane                           | Chris Carver |
| 2024 | Beverly Hills Cop: Axel F                 | Axel Foley |
| 2026 | Shrek 5                                   | Donkey (voz) |
| TBA  | Película sin título de La Pantera Rosa    | Inspector Clouseau |

### Como productor
- Eddie Murphy Delirious (1983)
- Eddie Murphy Raw (1987)
- Harlem Nights (1989)
- What's Alan Watching (1989)
- The Best of Eddie Murphy: Saturday Night Live (1989)
- The Kid Who Loved Christmas (1990)
- Clippers (1991)
- Un vampiro suelto en Brooklyn (1995)
- Condenados a fugarse Life (1999)
- Los PJ (serie) (1999-2001)
- Nutty Professor II: The Klumps (2000)
- Norbit (2007)
- Johnny Blaze (2008)

## Premios y nominaciones
| Año  | Título                                                                    | Premio                                                                                               | Resultado |
| ---- | ------------------------------------------------------------------------- | --- | --------- |
| 1983 | 48 Hrs.                                                                   | Golden Globe Award, New Star of the Year in a Motion Picture - Male                                  | Nominado  |
| 1983 | Trading Places                                                            | Image Award, Outstanding Lead Actor in a Motion Picture                                              | Ganador   |
| 1983 | Saturday Night Live                                                       | Primetime Emmy Award, Outstanding Individual Performance in a Variety or Music Program               | Nominado  |
| 1984 | Trading Places                                                            | Golden Globe Award, Best Lead Actor in a Motion Picture - Comedy or Musical                          | Nominado  |
| 1984 | Saturday Night Live                                                       | Primetime Emmy Award, Outstanding Individual Performance in a Variety or Music Program               | Nominado  |
| 1984 | Saturday Night Live                                                       | Primetime Emmy Award, Outstanding Writing in a Variety or Music Program                              | Nominado  |
| 1985 | Beverly Hills Cop                                                         | Golden Globe Award, Best Lead Actor in a Motion Picture - Comedy or Musical                          | Nominado  |
| 1985 | Beverly Hills Cop                                                         | People's Choice Award, Favorite All-Around Male Entertainer                                          | Ganador   |
| 1985 |                                                                           | ShoWest Convention Award, Star of the Year                                                           | Ganador   |
| 1987 |                                                                           | American Cinematheque Award, Gala Tribute                                                            | Ganador   |
| 1987 | Beverly Hills Cop II                                                      | Bravo Otto Award, Best Lead Actor                                                                    | Nominado  |
| 1988 | Coming to America                                                         | Bravo Otto Award, Best Lead Actor                                                                    | Nominado  |
| 1988 | Beverly Hills Cop II                                                      | Nickelodeon Kid's Choice Award, Favorite Movie Actor                                                 | Ganador   |
| 1989 | Coming to America                                                         | Nickelodeon Kid's Choice Award, Favorite Movie Actor                                                 | Nominado  |
| 1989 | Coming to America                                                         | People's Choice Award, Favorite Comedy Motion Picture Actor                                          | Ganador   |
| 1990 |                                                                           | Image Award, Entertainer of the Year                                                                 | Ganador   |
| 1990 | Harlem Nights                                                             | Golden Raspberry Award, Worst Director                                                               | Nominado  |
| 1990 | Harlem Nights                                                             | Golden Raspberry Award, Worst Screenplay                                                             | Ganador   |
| 1992 |                                                                           | ShoWest Convention Award, Star of the Decade                                                         | Ganador   |
| 1993 | Boomerang                                                                 | MTV Movie + TV Award, Best Comedic Performance                                                       | Nominado  |
| 1993 |                                                                           | Soul Train Award, Heritage Award                                                                     | Ganador   |
| 1996 | The Nutty Professor                                                       | Los Angeles Film Critics Association Award, Best Lead Actor                                          | Nominado  |
| 1996 |                                                                           | Walk of Fame, Star on the Walk of Fame - Motion Picture 7000 Hollywood, Blvd.                        | Ganador   |
| 1997 | The Nutty Professor                                                       | American Comedy Award, Funniest Lead Actor in a Motion Picture                                       | Nominado  |
| 1997 | The Nutty Professor                                                       | Blockbuster Entertainment Award, Favorite Lead Actor - Comedy                                        | Ganador   |
| 1997 | The Nutty Professor                                                       | Golden Globe Award, Best Lead Actor in a Motion Picture - Comedy or Musical                          | Nominado  |
| 1997 | The Nutty Professor                                                       | Image Award, Outstanding Lead Actor in a Motion Picture                                              | Nominado  |
| 1997 | The Nutty Professor                                                       | MTV Movie + TV Award, Best Male Performance                                                          | Nominado  |
| 1997 | The Nutty Professor                                                       | MTV Movie + TV Award, Best Comedic Performance                                                       | Nominado  |
| 1997 | The Nutty Professor                                                       | National Society of Film Critics Award, Best Lead Actor                                              | Ganador   |
| 1997 | The Nutty Professor                                                       | Online Film & Television Association Award, Best Lead Actor - Comedy or Musical                      | Nominado  |
| 1997 | The Nutty Professor                                                       | Satellite Award, Best Lead Actor in a Motion Picture - Comedy or Musical                             | Nominado  |
| 1997 | The Nutty Professor                                                       | Saturn Award, Best Lead Actor                                                                        | Ganador   |
| 1999 | The PJs                                                                   | Annie Award, Best Individual Achievement for Voice Acting in an Animated Television Production       | Nominado  |
| 1999 | Dr. Dolittle                                                              | Blockbuster Entertainment Award, Favorite Lead Actor - Comedy                                        | Nominado  |
| 1999 | Dr. Dolittle                                                              | Nickelodeon Kid's Choice Award, Favorite Movie Actor                                                 | Nominado  |
| 1999 | The PJs                                                                   | Online Film & Television Association Award, Best Voice-Over Performance                              | Nominado  |
| 1999 | Mulan                                                                     | Online Film & Television Association Award, Best Family Actor                                        | Nominado  |
| 1999 | The PJs                                                                   | Primetime Emmy Award, Outstanding Short-Form Animated Program                                        | Nominado  |
| 2000 | Life                                                                      | Black Reel Award, Best Film (shared with Brian Grazer)                                               | Nominado  |
| 2000 | Bowfinger                                                                 | Black Reel Award, Best Lead Actor - Theatrical                                                       | Nominado  |
| 2000 | Life                                                                      | Blockbuster Entertainment Award, Favorite Comedy Team (shared with Martin Lawrence)                  | Nominado  |
| 2000 | Bowfinger                                                                 | Blockbuster Entertainment Award, Favorite Comedy Team (shared with Steve Martin)                     | Nominado  |
| 2001 | Shrek                                                                     | Annie Award, Best Individual Achievement for Voice Acting by a Male Performer in an Animated Feature |           |
| 2001 | Nutty Professor 2                                                         | Blockbuster Entertainment Award, Favorite Lead Actor - Comedy                                        | Nominado  |
| 2001 | Shrek                                                                     | Golden Schmoes Award, Coolest Character of the Year                                                  | Nominado  |
| 2001 | Nutty Professor 2                                                         | MTV Movie + TV Award, Best Comedic Performance                                                       | Nominado  |
| 2001 | Nutty Professor 2                                                         | Nickelodeon Kid's Choice Award, Favorite Movie Actor                                                 | Nominado  |
| 2001 | Nutty Professor 2                                                         | Satellite Award, Best Lead Actor in a Motion Picture - Comedy or Musical                             | Nominado  |
| 2002 | Showtime Shrek'Dr.Dolittle 2                                              | BET Award, Best Lead Actor                                                                           | Nominado  |
| 2002 | Shrek                                                                     | Black Reel Award, Best Supporting Actor - Theatrical                                                 | Nominado  |
| 2002 | Shrek                                                                     | British Academy Film Award, Best Supporting Actor                                                    | Nominado  |
| 2002 | Shrek                                                                     | MTV Movie + TV Award, Best Comedic Performance                                                       | Nominado  |
| 2002 | Shrek                                                                     | MTV Movie + TV Award, Best On-Screen Team (shared with Cameron Diaz & Mike Myers)                    | Nominado  |
| 2002 | Shrek                                                                     | Nickelodeon Kid's Choice Award, Favorite Voice from an Animated Movie                                | Ganador   |
| 2002 | Dr. Dolittle 2                                                            | Nickelodeon Kid's Choice Award, Favorite Movie Actor                                                 | Nominado  |
| 2002 | Shrek                                                                     | People's Choice Award, Favorite Motion Picture Star in a Comedy                                      | Ganador   |
| 2002 | Shrek                                                                     | Saturn Award, Best Supporting Actor                                                                  | Nominado  |
| 2002 | The Adventures of Pluto Nash I Spy'Showtime                               | The Stinkers Bad Movie Award, Worst Lead Actor                                                       | Nominado  |
| 2002 | The Adventures of Pluto Nash I Spy'Showtime                               | The Stinkers Bad Movie Award, Worst On-Screen Couple (and anyone forced to co-star with him)         | Nominado  |
| 2003 | The Adventures of Pluto Nash I Spy'Showtime                               | Golden Raspberry Award, Worst Lead Actor                                                             | Nominado  |
| 2003 | The Adventures of Pluto Nash I Spy'Showtime                               | Golden Raspberry Award, Worst Screen Couple (and anyone forced to co-star with him)                  | Nominado  |
| 2004 | The Haunted Mansion Daddy Day Care                                        | Nickelodeon Kid's Choice Award, Favorite Movie Actor                                                 | Nominado  |
| 2005 | Shrek 2                                                                   | Nickelodeon Kid's Choice Award, Favorite Voice from an Animated Movie                                | Nominado  |
| 2006 | Dreamgirls                                                                | African-American Film Critics Association Award, Best Supporting Actor                               | Ganador   |
| 2006 | Dreamgirls                                                                | Chicago Film Critics Association Award, Best Supporting Actor                                        | Nominado  |
| 2006 | Dreamgirls                                                                | Dallas-Fort Worth Film Critics Association Award, Best Supporting Actor                              | Nominado  |
| 2006 | Dreamgirls                                                                | New York Film Critics Circle Award, Best Supporting Actor                                            | Nominado  |
| 2006 | Dreamgirls                                                                | St. Louis Film Critics Association Award, Best Supporting Actor                                      | Nominado  |
| 2007 | Dreamgirls                                                                | Academy Award, Best Supporting Actor                                                                 | Nominado  |
| 2007 | Norbit Dreamgirls                                                         | BET Award, Best Lead Actor                                                                           | Nominado  |
| 2007 | Dreamgirls                                                                | Black Reel Award, Best Supporting Actor                                                              | Nominado  |
| 2007 | Dreamgirls                                                                | Central Ohio Film Critics Association Award, Best Supporting Actor                                   | Ganador   |
| 2007 | Dreamgirls                                                                | Critics Choice Award, Best Supporting Actor                                                          | Ganador   |
| 2007 | Dreamgirls                                                                | Critics Choice Award, Best Acting Ensemble                                                           | Nominado  |
| 2007 | Dreamgirls                                                                | Gold Derby Award, Best Supporting Actor                                                              | Nominado  |
| 2007 | Dreamgirls                                                                | Gold Derby Award, Best Ensemble Cast                                                                 | Nominado  |
| 2007 | Dreamgirls                                                                | Golden Globe Award, Best Supporting Actor in a Motion Picture                                        | Ganador   |
| 2007 | Dreamgirls                                                                | Image Award, Outstanding Supporting Actor in a Motion Picture                                        | Nominado  |
| 2007 | Dreamgirls                                                                | Online Film & Television Association Award, Best Supporting Actor                                    | Nominado  |
| 2007 | Dreamgirls                                                                | Online Film & Television Association Award, Best Music - Original Song "Patience"                    | Nominado  |
| 2007 | Dreamgirls                                                                | Online Film Critics Society Award, Best Supporting Actor                                             | Nominado  |
| 2007 | Dreamgirls                                                                | Screen Actors Guild Award, Outstanding Performance by a Male Actor in a Supporting Role              | Ganador   |
| 2007 | Dreamgirls                                                                | Screen Actors Guild Award, Outstanding Performance by an Ensemble in a Motion Picture                | Nominado  |
| 2007 | Norbit                                                                    | Women Film Critics Circle Award, Hall of Shame                                                       | Ganador   |
| 2008 | Shrek the Halls                                                           | Annie Award, Best Voice Acting in an Animated Television Production                                  | Nominado  |
| 2008 | Norbit                                                                    | Golden Raspberry Award, Worst Lead Actor                                                             | Ganador   |
| 2008 | Norbit                                                                    | Golden Raspberry Award, Worst Supporting Actor                                                       | Nominado  |
| 2008 | Norbit                                                                    | Golden Raspberry Award, Worst Supporting Actress                                                     | Ganador   |
| 2008 | Shrek the Third                                                           | Nickelodeon Kid's Choice Award, Favorite Voice from an Animated Movie                                | Ganador   |
| 2008 | Norbit                                                                    | Nickelodeon Kid's Choice Award, Favorite Movie Actor                                                 | Nominado  |
| 2009 | Meet Dave                                                                 | Golden Raspberry Award, Worst Lead Actor                                                             | Nominado  |
| 2009 | Meet Dave                                                                 | Golden Raspberry Award, Worst Screen Couple (shared with Himself)                                    | Nominado  |
| 2010 | The Adventures of Pluto Nash I Spy Imagine That Meet Dave Norbit Showtime | Golden Raspberry Award, Worst Actor of the Decade                                                    | Ganador   |
| 2010 | Imagine That                                                              | Golden Raspberry Award, Worst Lead Actor                                                             | Nominado  |
| 2011 | Shrek Forever After                                                       | Nickelodeon Kid's Choice Award, Favorite Voice from an Animated Movie                                | Ganador   |
| 2012 | Tower Heist                                                               | Image Award, Outstanding Lead Actor in a Motion Picture                                              | Nominado  |
| 2013 | A Thousand Words                                                          | Golden Raspberry Award, Worst Lead Actor                                                             | Nominado  |
| 2016 |                                                                           | Hollywood Film Festival Award, Career Achievement Award                                              | Ganador   |
| 2016 | Mr. Church                                                                | Satellite Award, Best Supporting Actor in a Motion Picture                                           | Nominado  |
| 2018 |                                                                           | CinEuphoria Award, Career - Honorary Award                                                           | Ganador   |
| 2020 | Saturday Night Live                                                       | Primetime Emmy al mejor actor invitado - Serie de comedia                                            | Ganador   |